# Takahashi Ryota
Ryota Takahashi (sinh ngày 28 tháng 12 năm 1986) là một cầu thủ bóng đá người Nhật Bản.

## Sự nghiệp câu lạc bộ
Ryota Takahashi đã từng chơi cho Nagoya Grampus Eight, FC Kariya và Zweigen Kanazawa.